# Fedde le Grand
Fedde le Grand (Utrecht, 7. rujna 1977.) nizozemski je DJ i glazbeni producent najpoznatiji po svojoj pjesmi "Put Your Hands Up 4 Detroit" iz 2006.

## Životopis
Fedde le Grand je u mlađoj dobi započeo vlastitu drive-in emisiju kao DJ u lokalnim klubovima u rodnome Utrechtu. Njegov talent nije prošao nezapaženo, a Fedde je želio uspjeti i kao DJ na sceni u Eindhovenu. Angažirali su ga mnogi poznati klubovi u Nizozemskoj i inozemstvu. Veliki uspjeh postigao je 2006. s pjesmom Put Your Hands Up 4 Detroit. Taj je singl u tjedan dana dosegnuo sam vrh popularnosti na rang-ljestvici Singles Chart i bio #1 te godine u Velikoj Britaniji. Time je, dakako, porasla i Feddeova popularnost.
2007. Fedde Le Grand je nastupio na dance party-u Sensation White u Amsterdamu, gdje je također nastupio i 2008., 2009., 2011. i 2013. Fedde Le Grand također je jedan od većih DJ senzacija  koji je svoje umijeće dokazao već u više od 20 zemalja.
Početkom 2007., Fedde Le Grand ponovno je došao u top 10 u UK Singles Chart, ovaj put s "The creeps vs. Camille Jones". U Nizozemskoj, album nije išao dalje od 18. mjesta.
Dana, 7. srpnja 2007. Fedde Le Grand promijenio je himnu od Live Earth-a - 'Mirror 07' 07' 07", u Amsterdamu.
2011. Fedde Le Grand bio je na prvom mjestu Beatport ljestvice obradom uspješnice britanskog sastava Coldplay. U studenom iste godine, Fedde Le Grand nastupio je s Coldplayom tijekom jednog od svojih koncerata u Madridu.
Od 13. rujna 2013. Fedde Le Grand svake subote od 2:00 do 3:00 vodi emisiju Dark Light Sessions na Radiju 538.

## Diskografija

#### Albumi
- 2007. Sessions
- 2009. Output
- 2010. Output (Limited Edition)

#### Singlovi
- 2000. I Miss You
- 2000. Party Time
- 2004. Las Vegas
- 2005. Get This Feeling
- 2006. The Creeps (Camille Jones vs. Fedde le Grand)
- 2006. Just Trippin’ (feat. MC Gee)
- 2006. Put Your Hands Up for Detroit
- 2007: Take No Shhh...
- 2007: Aah Yeah!
- 2007: Wheels in Motion
- 2007: Let Me Think About It (Ida Corr vs. Fedde le Grand)
- 2007: Mirror 07-07-07 (Ida Corr vs. Fedde le Grand)
- 2007: F to the F (feat. Funkerman)
- 2007: 3 Minutes to Explain (feat. Funkerman)
- 2008: Get This Feeling (Re-Issue)
- 2009: F1
- 2009: Amplifier/Pinkbird
- 2009: The Joker (feat. F-Man)
- 2009: Scared of Me (feat. Mitch Crown) (DE: #80)
- 2009: Output
- 2009: Let Me Be Real (feat. Mitch Crown)
- 2010: Back & Forth (feat. Mr.V)
- 2010: New Life (feat. Funkerman & Dany P-Jazz)
- 2010: Rockin' High
- 2011: Autosave (feat. Patric La Funk)
- 2011: Running (Fedde le Grand vs. Sultan & Ned Shepard feat. Mitch Crown)
- 2011: Metrum
- 2011: So Much Love
- 2011: Turn It (feat. Deniz Koyu)
- 2012: Sparks (feat. Nicky Romero)
- 2012: RAW
- 2013: Where We Belong (Fedde le Grand & Di-rect)

#### Ostalo
- 2009: The Joker - F.L.G. & F-Man
- 2009: Let Me Be Real (Feat. Mitch Crown) - F.L.G.
- 2010: Back & Forth - Mr. V, Fedde Le Grand
- 2010: Rockin' High (Feat. Mitch Crown) - Fedde Le Grand
- 2011: Metrum - Fedde Le Grand
- 2012: Turn It - Fedde Le Grand, Deniz Koyu, Johan Wedel
- 2012: Sparks - Fedde Le Grand & Nicky Romero
- 2012: Sparks (Turn Off Your Mind) (Feat. Matthew Koma) - Fedde Le Grand & Nicky Romero
- 2012: RAW - Fedde Le Grand
- 2013: Rockin' N Rollin' - Fedde Le Grand
- 2013: Lion (Feel the Love) - Fedde Le Grand & Michael Calfan
- 2014: Don't Give Up - Fedde Le Grand
- 2014: You Got This - Fedde Le Grand
- 2014: Your Mind Is Twisted - Fedde Le Grand
- 2014: Robotic - Fedde Le Grand & Jewelz & Sparks

### Remixes
- 2004: Anita Kelsey – Every Kiss / Fedde le Grand Remix
- 2005: Funkerman & RAF – Rule the Night / Fedde le Grand Remix
- 2005: Erick E – Boogie Down / Fedde le Grand Remix
- 2005: Funkerman – The One / Fedde le Grand Remix
- 2006: Freeform Five – No More Conversations / Fedde le Grand Remix
- 2006: Olav Basoski Feat. Mc Spyder – Like Dis / Fedde le Grand Remix
- 2006: Erick E – The Beat Is Rockin / Fedde le Grand Remix
- 2006: Erick E – Boogie Down / Fedde le Grand Remix
- 2007: Samim – Heater / Fedde le Grand Remix
- 2007: Freeform Five – No More Conversations/ Fedde le Grand Remix
- 2007: Ida Corr – Let Me Think About It/ Fedde le Grand Remix
- 2008: Martin Solveig – C'est la Vie (Fedde vs. Martin Club Mix)
- 2008: Madonna – Give It 2 Me / Fedde le Grand Remix
- 2008: Stereo MCs – Black Gold / Fedde le Grand Remix
- 2009: SONO – Keep Control Plus / Fedde le Grand Remix
- 2009: Kraak & Smaak – Squeeze Me / Fedde le Grand Remix
- 2009: Fatboy Slim – Praise You / Fedde le Grand Remix
- 2010: Everything but the Girl – Missing / Fedde le Grand Remix
- 2011: Soundtracks&Comebacks – Goldfish / Fedde le Grand Remix
- 2011: Rye Rye ft. Robyn – Never Will Be Mine / Fedde le Grand Vocal Remix
- 2011: David Guetta ft. Taio Cruz & Ludacris – Little Bad Girl / Fedde le Grand Remix
- 2011: Coldplay – Paradise / Fedde le Grand Remix
- 2012: Digitalism – Zdarlight / Fedde Le Grand & Deniz Koyu Remix
- 2014: Michael Jackson - Love Never Felt So Good - Fedde Le Grand Remix
- 2015: Faithless - Insomnia - Fedde Le Grand Remix

## Nagrade i priznanja
- 2006. #1 summer anthem of Ibiza – M8, Ibiza
- 2007. Best Dance Video – MTV, Australija
- 2007. International Deejay – Favourite of the year – DDJA, Danska
- 2007. International Upfront – Release of the year – DDJA, Danska
- 2007. Best Underground House Track – IDMA, Miami
- 2007. Best Breaks/Electro Track – IDMA, Miami
- 2007. Best Breakthrough Solo Artist – IDMA, Miami
- 2008. Club Banger Of The Year, 6th Annual Club Awards, Miami
- 2011. Best Techno track, Fedde Le Grand – Metrum,  Beatport Music Award
- 2011. Best remix track, Coldplay – Paradise (Fedde Le Grand remix). IDMA
- 2014.  EMPO Award for 'Best House DJ'

## Vanjske poveznice
- Fedde Le Grand - službene stranice (engl.)
- myspace.com  (engl.)
- sneakerz.nl - Fedde Le Grand  Arhivirana inačica izvorne stranice od 15. rujna 2017. (Wayback Machine) (nizoz.)
- discogs.com - Fedde Le Grand (engl.)
- youtube.com - Fedde Le Grand
- ultramusic.com - Fedde Le Grand
- soundcloud.com - Fedde Le Grand
- beatport.com - Fedde Le Grand